# Ischalia vancouverensis
Ischalia vancouverensis is een keversoort uit de familie Ischaliidae. De wetenschappelijke naam van de soort is voor het eerst geldig gepubliceerd in 1892 door Harrington.